# Metropolia kijowska Kościoła katolickiego obrządku bizantyjsko-ukraińskiego
Metropolia kijowska (ukr.) – stołeczna metropolia obrządku bizantyjsko-ukraińskiego, jedna z 4 na Ukrainie i jedna z 7 metropolii tego Kościoła na świecie. Powstała w 2004 roku. Po przeniesieniu ze Lwowa siedziby zwierzchnika Ukraińskiej Cerkwi Greckokatolickiej zarządzana jest przez arcybiskupa większego kijowsko-halickiego. Składa się z następujących eparchii:
- archieparchia kijowska
  - egzarchia charkowska
  - egzarchia doniecka
  - egzarchia krymska
  - egzarchia łucka
  - egzarchia odeska